# روبرت غودمان
روبرت غودمان (بالإنجليزية: Robert N. Goodman)‏ هو طبيب نفسي بريطاني، ولد في 1953.